# حاجی باباشیخ

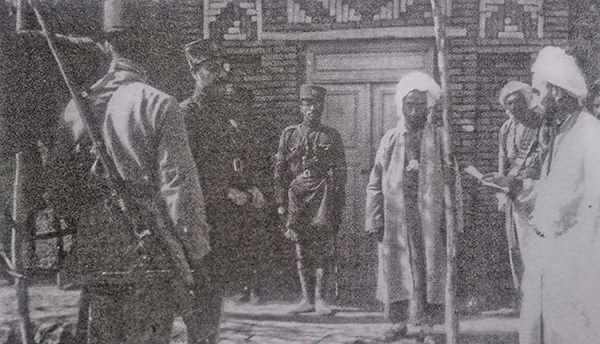
حاجی باباشیخ در بوکان بهمراه سرتیپ سیف افشار در سال۱۳۰۸

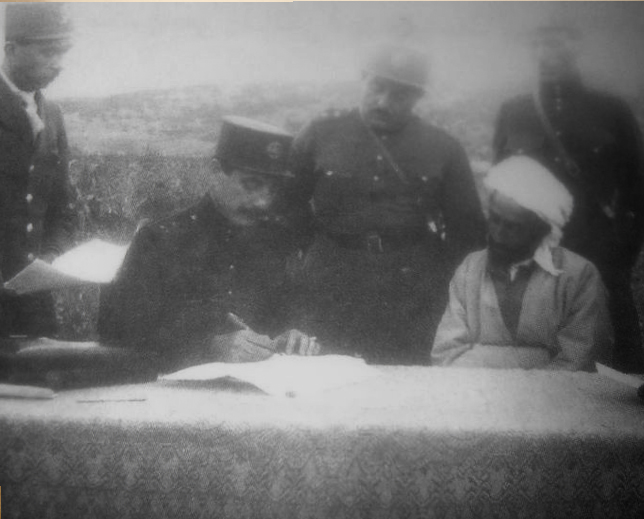
حاجی باباشیخ به همراه سرتیپ سیف افشار در سردشت

سید عبدالرحمن سیادت مشهور به حاجی باباشیخ یا حاج باباشیخ (۱۳۳۸–۱۲۶۲ بوکان) نخست‌وزیر جمهوری مهاباد، عالم و روحانی نامدار کُرد ایرانی بود.
در دوره پهلوی اول باباشیخ از دوستان وفادار و قابل اعتماد رضاشاه و خانواده او بود و نزد حکومت پهلوی نفوذ و اعتبار بسیاری داشت. در جمهوری مهاباد از سوی قاضی محمد به عنوان نخست‌وزیر انتخاب و منصوب شد. باباشیخ با آنکه نخست‌وزیر حکومتِ جمهوری مهاباد بود، اما عملاً قدرت و نفوذی در آن حکومت نداشت و رئیس‌جمهور و خانوادهٔ قاضی‌های مهاباد، این حکومت را با کمک شوروی اداره می‌کردند.

## زندگی
در جنگ جهانی اول که عثمانی‌ها و روس‌ها از طریق مناطق مرزی کردستان و آذربایجان به خاک ایران تجاوز کردند. حاجی باباشیخ کمیته اتحاد اسلام را تشکیل داد برای مقابله با روس‌ها، یکی از عوامل تشکیل این حزب مقابله با عثمانی‌ها و روس‌ها که برسر تصرف شهرها و روستاها و اموال، میان یکدیگر درگیری داشتند بود. باباشیخ با تشکیل این حزب توانست تا حدود زیادی از دخالت‌ها و هجوم و غارت متجاوزگران جلوگیری نماید. وی رهبری این حزب را به عهده داشت و عمدتاً «کمیته اتحاد اسلام» در بوکان، سقز و شهرهای اطراف فعالیت می‌کرد.
در اویل کودتای مشروطه ۱۹۰۶ میلادی شیخ حسام الدین از باباشیخ تقاضا می‌کند که خود را کاندیدای مجلس شورای ملی ایران نماید و به عنوان یک روحانی سیاستمدار کُرد در مجلس شورای ملی ایران حضور یابد.
سرتیپ علی‌اکبر سیف افشار افسر اعزامی رضاشاه به کردستان بود که هرگاه سیف برای بازدید اعزام می‌شد از حاجی باباشیخ دعوت می‌کرد که به عنوان ناظر و همسفر وی را همراهی نماید.

## جمهوری مهاباد
قاضی محمد سعی می‌کرد با سران ایل‌ها و کردهای دارای قدرت در سایر شهرها خصوصاً بوکان در ارتباط باشد و آن‌ها را در این جمهوری سهیم کند. حاجی باباشیخ که به عنوان نخست‌وزیر جمهوری مهاباد گماشته شده بود هیچ نزدیکی خاصی با قاضی محمد نداشت و چنین استنباط می‌شد که برای خنثی کردن اعمال و کردار خانواده ایلخانی زاده‌ها در بوکان به مقام صدارت عظمی رسیده است. حاجی بابا شیخ رفتار بسیار خوبی میان مردم بوکان و منطقه داشت و از دوستان وفادار رضاشاه نیز محسوب می‌شد.
حکومت پهلوی حاجی باباشیخ را به دلیل احترام و نفوذ خانوادگی زیادی که او در میان مردم منطقه داشت و همچنین تهدیدهایی که از طرف شیخ محمود حفید از کردستان عراق به حکومت شاه شده بود و از سوی سن زیاد شیخ، محبوبیت او و علاوه بر این دلایل، سیاست حکومت شاه به گونه‌ای بود که خواهان خاتمه سریع موضوع این جمهوری و در حد غائله قاضی‌ها آن را تنزل دهد و بالاخره باباشیخ اعدام نشد؛ ولی به‌طور مشروط مرخص شدند و عمدتاً در شهر بوکان و حومه آن تحت مراقبت بودند.

## مرگ
حاجی باباشیخ در ۳۰ مهر ۱۳۳۸ در روستای ترجان-جمیان (میان بوکان و سقز) درگذشت.